# Алдея-да-Понте
Алдея-да-Понте (порт. Aldeia da Ponte)  —  район (фрегезия) в Португалии,  входит в округ Гуарда. Является составной частью муниципалитета  Сабугал. По старому административному делению входил в провинцию Бейра-Алта. Входит в экономико-статистический  субрегион Бейра-Интериор-Норте, который входит в Центральный регион. Население составляет 340 человек на 2001 год. Занимает площадь 33,85 км².
Покровителем района считается Мария Магдалина (порт. Santa Maria Madalena). 

## Демография
| 1911  | 1940  | 1960  | 1970 | 1981 | 1991 | 2001 |
| 1 261 | 1 542 | 1 216 | 706  | 544  | 432  | 325  |